# 4378 Voigt
4378 Voigt је астероид главног астероидног појаса са пречником од приближно 11,62 .
Афел астероида је на удаљености од 3,329 астрономских јединица (АЈ) од Сунца, а перихел на 2,025 АЈ.
Ексцентрицитет орбите износи 0,243, инклинација (нагиб) орбите у односу на раван еклиптике 10,935 степени, а орбитални период износи 1600,267 дана (4,381 године).
Апсолутна магнитуда астероида је 11,70 а геометријски албедо 0,273.
Астероид је откривен 14. маја 1988. године.